# Michel Combarnous
Michel Combarnous, né le 24 août 1940 à Alger et mort le 10 mai 2018 à Pessac,, est un professeur émérite des universités et académicien français, dans le domaine de la mécanique.

## Biographie
Michel Combarnous est né le 24 août 1940 à Alger et mort le 10 mai 2018.
Ancien élève de l'École Polytechnique (promotion 1960), il a été élève de l'École nationale supérieure du pétrole et des moteurs en 1965, puis a obtenu un doctorat ès sciences physiques de l'université Paris VI en 1970, sous la direction du professeur Edmond Brun.
Il a commencé sa carrière en menant des recherches à l'Institut français du pétrole de 1964 à 1975, puis a enseigné à l'université de Bordeaux I à partir de 1972.
Il a été le président de cette université de 1996 à 2001.

## Activités de recherche
Michel Combarnous était spécialiste des écoulements et transferts en milieux poreux, notamment ceux rencontrés en génie pétrolier.
Il a également abordé les problèmes liés à l'énergétique et l'environnement à l'échelle de la planète.
Il a fondé le Laboratoire de thermique et mécanique des fluides (LEPT-ENSAM), devenu depuis sa fusion avec le MASTER-ENSCPB, le Laboratoire inter-établissements TREFLE (TRansferts Écoulements FLuides Énergétique) CNRS/ENSAM/Université de Bordeaux/ENSCPB, depuis partie intégrante de l'Institut de Mécanique et d'Ingénierie de Bordeaux (I2M, UMR CNRS/UB/Bordeaux INP/Arts et Métiers ParisTech/INRA.
Il est président de l’Association pour le Développement de l’Enseignement et des Recherches en Aquitaine, A.D.E.R.A. de 1984 à 1987 et président de l'Association française de mécanique (AFM) jusqu'en 2007.
Il devient correspondant de l'Académie des sciences française en 1978 et fit partie des membres fondateurs de l'Académie des technologies en 2000.
Il a été membre du conseil supérieur de la recherche et de la technologie.

## Décorations
Il a été élevé au rang d'officier de la Légion d'honneur en 2002.
Il a été élevé au rang d'officier de l'Ordre du mérite en 1991.
Il a été élevé au rang de commandeur de l'Ordre des Palmes académiques en 2010.